# Malaysian Open 2013
BMW Malaysian Open 2013 byl tenisový turnaj pořádaný jako součást ženského okruhu WTA Tour, který se hrál v novém dějišti Royal Selangor Golf Clubu na otevřených dvorcích s tvrdým povrchem. Konal se mezi 25. únorem až 3. březnem 2013 v malajsijském hlavním městě Kuala Lumpur jako 4. ročník turnaje.
Původně se mělo jednat o poslední ročník tohoto turnaje a od sezóny 2014 jej měla nahradit ženská událost WTA – Hong Kong Open v čínském Hongkongu. Nicméně později pořadatelé odkoupili práva od turnaje v Palermu, a tak se nakonec změnilo pouze datum pořádání turnaje.
Turnaj s rozpočtem 235 000 dolarů patřil do kategorie WTA International Tournaments. Nejvýše nasazenou hráčkou ve dvouhře byla dánská bývalá světová jednička Caroline Wozniacká.

## Ženská dvouhra

### Nasazení
| Stát       | Hráčka                     | WTA1) | Nasazení |
| ---------- | -------------------------- | ----- | -------- |
| Dánsko     | Caroline Wozniacká         | 10.   | 1.       |
| Tchaj-wan  | Sie Šu-wej                 | 25.   | 2.       |
| Rusko      | Anastasija Pavljučenkovová | 29.   | 3.       |
| Japonsko   | Ajumi Moritová             | 55.   | 4.       |
| Japonsko   | Misaki Doiová              | 82.   | 5.       |
| Chorvatsko | Donna Vekićová             | 90.   | 6.       |
| Řecko      | Eleni Daniilidou           | 94.   | 7.       |
| Česko      | Kristýna Plíšková          | 99.   | 8.       |

- 1) Žebříček WTA k 18. únoru 2013.

### Jiné formy účasti
Následující hráčky obdržely divokou kartu do hlavní soutěže:
- Aslina Chuaová
- Bethanie Matteková-Sandsová
- Anastasija Pavljučenkovová

Následující hráčky postoupily z kvalifikace:
- Akgul Amanmuradovová
- Zarina Dijasová
- Luksika Kumkhumová
- Nudnida Luangnamová
- Chanel Simmondsová
- Čchiang Wangová

### Odhlášení
- Daniela Hantuchová
- Bojana Jovanovská
- Julia Putincevová
- Tamarine Tanasugarnová
- Čan Jung-žan

## Ženská čtyřhra

### Nasazení
| Stát      | Hráčka            | Stát      | Hráčka          | WTA1) | Nasazení |
| --------- | ----------------- | --------- | --------------- | ----- | -------- |
| Slovensko | Janette Husárová  | Čína      | Čang Šuaj       | 82.   | 1.       |
| Japonsko  | Šúko Aojamová     | Tchaj-wan | Čang Kchaj-čen  | 139.  | 2.       |
| Ukrajina  | Iryna Burjačoková | Tchaj-wan | Čan Chao-čching | 146.  | 3.       |
| Japonsko  | Rika Fudžiwarová  | Čína      | Čeng Saj-saj    | 171.  | 4.       |

- 1) Žebříček WTA k 17. únoru 2013; číslo je součtem umístění obou členek páru.

### Jiné formy účasti
Následující páry obdržely divokou kartu do hlavní soutěže:
- Aslina An Ping Chua /  C' Jangová
- Yus Syazlin Nabila /  Theiviya Selvarajoo

## Přehled finále

### Ženská dvouhra
- Karolína Plíšková vs.  Bethanie Matteková-Sandsová, 1–6, 7–5, 6–3

Karolína Plíšková získala první titul na okruhu WTA.

### Ženská čtyřhra
- Šúko Aojamová /  Čang Kchaj-čen vs. Janette Husárová /  Čang Šuaj, 6–7(4–7), 7–6(7–4), [14–12]